# Stade Omar-Oucief
Le stade Omar-Oucief (en arabe : ملعب عمر أوصيف), est un stade de football situé dans la ville algérienne d’Aïn Témouchent. Il sert de stade et des entraînements du club local de la ville, le Chabab Riadhi Témouchent.

## Événements importants
- Coupe d'Afrique des nations junior 2013